# Michael Curtis Ford
Michael Curtis Ford là một nhà văn chuyên viết tiểu thuyết lịch sử người Mỹ, các tác phẩm của ông thường lấy bối cảnh về La Mã cổ đại và Hy Lạp cổ đại. Ông từng làm nhiều nghề khác nhau như công nhân, tuần tra viên trượt tuyết, nhạc sĩ, nhà tư vấn, nhân viên ngân hàng, giáo viên tiếng Latinh và sau cùng là phiên dịch viên. Ông có bằng Kinh tế và Ngôn ngữ học và hiện đang sống tại Oregon, nơi ông cùng vợ mình dạy học tại nhà cho ba đứa con của họ. Ngoài ra ông còn viết nhiều bài báo về chủ đề quân sự thời cổ đại.
Trái ngược với quan niệm phổ biến, ông đã không viết giống như các tác phẩm: The Fire of Ares, Birth of a Warrior và Legacy of Blood. Trên trang web của mình ông nói: "Đối với những sự kiện chủ thể trong 'quyển sách tiếp theo' của tôi, The Fire of Ares: Spartan Quest: rất tiếc phải thất vọng, nhưng đó không phải là quyển sách tiếp theo của tôi! Sau khi một vài lần điều tra, tôi đã phát hiện ra rằng Fire of Ares rõ ràng là một tác phẩm dành cho người lớn trẻ tuổi được viết bởi một tác giả người Anh với một tên rối rắm giống như của tôi, Michael Ford."

## Tác phẩm
- The Ten Thousand: A Novel of Ancient Greece (2001)
- Gods And Legions: A Novel of the Roman Empire (2002)
- The Last King: Rome's Greatest Enemy (2004)
- The Sword of Attila: A Novel of the Last Years of Rome (2005)
- The Fall of Rome: A Novel of a World Lost (2007)